# West (cràter)
West és un cràter d'impacte en el planeta Venus de 28,8 km de diàmetre. Porta el nom de Rebecca West (1892-1983), novel·lista, crítica i actriu irlandesa, i el seu nom va ser aprovat per la Unió Astronòmica Internacional el 1994.